# Jänissaari (ö i Padasjoki, Harmoistenlahti)
Jänissaari är en ö i Finland. Den ligger i sjön Päijänne och i kommunen Padasjoki i den ekonomiska regionen  Lahtis ekonomiska region  och landskapet Päijänne-Tavastland, i den södra delen av landet, 140 km norr om huvudstaden Helsingfors. Öns area är 18,9 hektar och dess största längd är 0,8 kilometer i öst-västlig riktning.